# Gliese 710
A Gliese 710 vagy HIP 89825 egy narancsszínű, 0,6 naptömegű csillag a Kígyó csillagképben. A jelenlegi számítások szerint kb. 1,29 millió év múlva 0.051 parszeknyire (0.1663 fényév, 1,6 trillió kilométer) lesz a Naptól, ami a Proxima Centauritól való jelenlegi távolságunk 1/25 része. Ilyen távolság mellett fénye a Naprendszer bolygóinak fényéhez lesz mérhető, látszólagos fényessége −2.7 lesz. A csillag sajátmozgása évente 1 szögperc, amely egy átlagos emberi élettartam alatt is jól megfigyelhető mozgás.

## Leírása
A Gliese 710 jelenleg 62,3 fényévnyire (19,1 parszek) található a Földtől a Kígyó csillagképben, szabad szemmel nem látható. K7 Vk színképtípusú, azaz egy fősorozati csillag, amely termonukleáris fúzióval alakítja át a hidrogént héliummá a magjában. Naptömege kb. 57 százaléka a mi Napunknak, átmérője a mi Napunk 58%-a. A tudósok sejtése szerint változócsillag, jelenlegi ismereteink szerint nem keringenek körülötte bolygók.

## A Naprendszer megközelítése
2010-es számítások szerint a Gliese 710 esetében 86 százalék annak az esélye, hogy áthaladjon az Oort-felhőn, feltételezve, hogy az Oort-felhő gömbhéjszerűen veszi körül a Napot, 80000-100000 csillagászati egységnyire. Azt, hogy pontosan mekkora lesz a távolság, nehéz kiszámítani, mert az a jelenlegi pozíción és a sebességen is múlik, de becslések szerint 0.311±0.167 parszeknyire (1.014±0.545 fényév) is lehet, ami viszont együtt jár azzal, hogy 1 a 10000-hez az esélye annak, hogy a csillag a Kuiper-öv objektumaira is jelentős hatást gyakoroljon.
A Gaia űrtávcső legújabb adatai szerint a csillag 1.29±0.04 millió év múlva közelít meg minket, és úgy fog elhaladni, hogy a Plútóra valamint a Neptunuszon túli övre nem lesz jelentős hatással, azonban áthalad majd a külső Oort-felhőn (100,000 csillagászati egységen vagy 0.48 parszeken belül), és súrolni fogja a belső Oort-felhőt is (20000 csillagászati egységen belül).
A Gliese 710 esetében felmerülhet, hogy perturbációja felzavarja az Oort-felhő objektumait, amelynek eredményeképpen üstökösök tömege indulhat meg a Naprendszer felé, elég mennyiségben ahhoz, hogy évmilliókon keresztül akár tíz üstököst is lehessen szabad szemmel látni évente, ami együtt jár azzal is, hogy megvan az esélye egy becsapódásnak is. Filip Berski és Piotr Dybczyński szerint ez az esemény lesz a Naprendszer jövőjének egyik legfelkavaróbbja.

## Lásd még
- HD 7977 - hasonlóan közel elhaladt csillag a Föld történetében

## Forráshivatkozások
1. ↑  Fuente Marcos, Raúl de la (2020. december 10.). „An Update on the Future Flyby of Gliese 710 to the Solar System Using Gaia EDR3: Slightly Closer and a Tad Later than Previous Estimates”. Research Notes of the AAS 4 (12), 222. o. DOI:10.3847/2515-5172/abd18d. ISSN 2515-5172.
2. ↑  Marcos, Raúl de la Fuente (2018. május 1.). „An Independent Confirmation of the Future Flyby of Gliese 710 to the Solar System Using Gaia DR2”. Research Notes of the AAS 2 (2), 30. o. DOI:10.3847/2515-5172/aac2d0. ISSN 2515-5172.
3. ↑  Berski, Filip (2016. november 1.). „Gliese 710 will pass the Sun even closer - Close approach parameters recalculated based on the first Gaia data release” (angol nyelven). Astronomy & Astrophysics 595, L10. o. DOI:10.1051/0004-6361/201629835. ISSN 0004-6361.
4. ↑  Bobylev, V. V. (2010. március 1.). „Searching for stars closely encountering with the solar system” (angol nyelven). Astronomy Letters 36 (3), 220–226. o. DOI:10.1134/S1063773710030060. ISSN 1562-6873.
5. ↑  Fuente Marcos, Raúl de la (2020. december 10.). „An Update on the Future Flyby of Gliese 710 to the Solar System Using Gaia EDR3: Slightly Closer and a Tad Later than Previous Estimates”. Research Notes of the AAS 4 (12), 222. o. DOI:10.3847/2515-5172/abd18d. ISSN 2515-5172.
6. ↑  Dorminey, Bruce: Solar System's Next Close Encounter Will Be With Gliese 710, Say Astronomers (angol nyelven). Forbes. (Hozzáférés: 2024. június 24.)
7. ↑  Incoming Star Could Spawn Swarms of Comets When It Passes Our Sun (angol nyelven). Gizmodo, 2016. december 22. (Hozzáférés: 2024. június 24.)